# Adil Giray
Adil Giray, född okänt år, död 1672, var Krimkhanatets khan 1666–1671. 